# René Pape

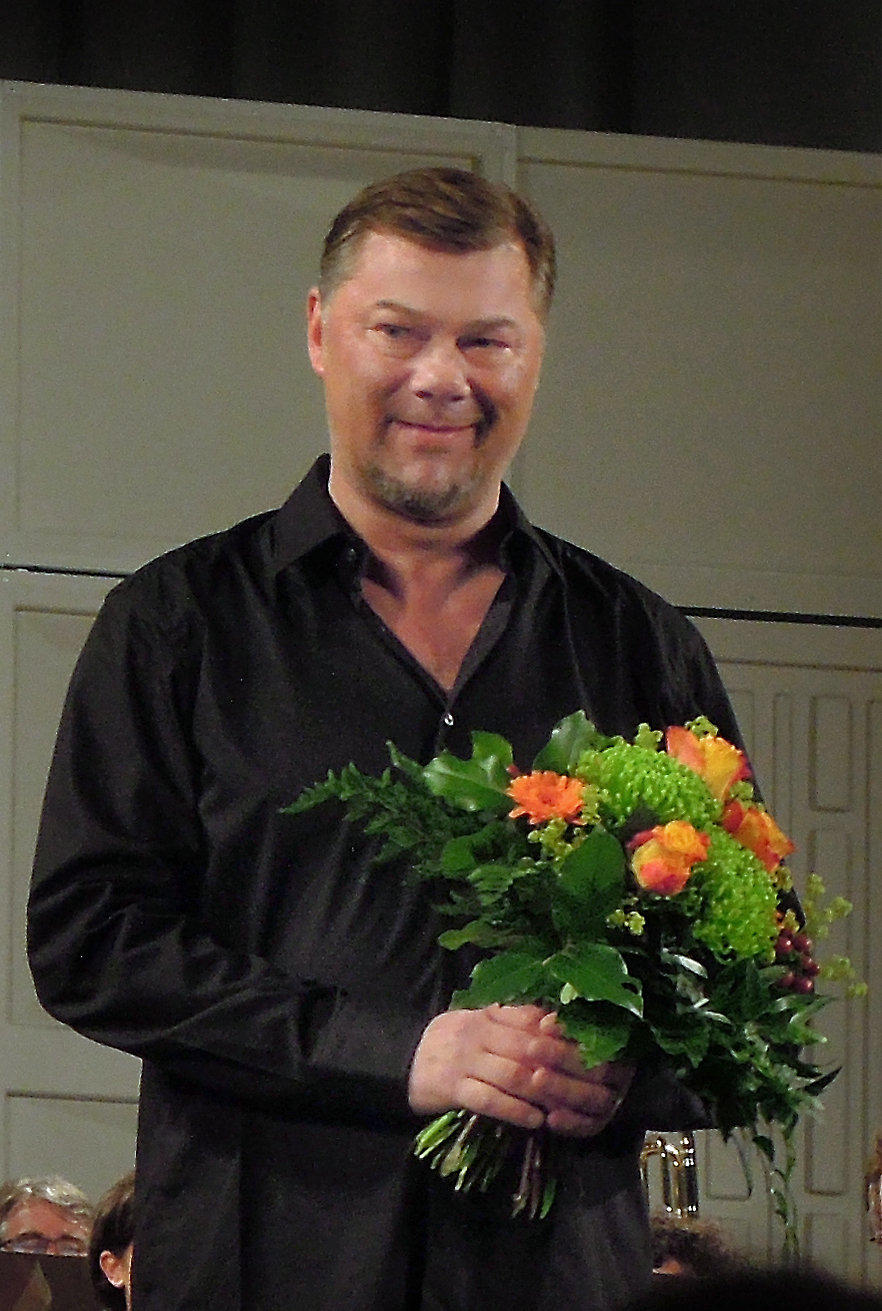

René Pape, född 4 september 1964 i Dresden i forna DDR är en tysk operasångare, bas. Hans mamma är frisör och hans pappa är kock. Han blev hösten 2010 aktuell i Metropolitan Operas nyuppsättning av Modest Musorgskijs opera om Boris Godunov.